# Arthur Kinnaird
Arthur Fitzgerald Kinnaird, 11e Lord Kinnaird, né le 16 février 1847 et mort le 30 janvier 1923, est un footballeur international écossais actif dans les années 1870, pionnier des premiers temps du football puis président de The Football Association.

## Vie adulte
Fils d'Arthur Kinnaird (10e Lord Kinnaird) et de Mary Jane Kinnaird, il est scolarisé à Cheam School, Eton College puis Trinity College dont il sort diplômé en 1869. Il travaille alors dans la banque familiale avant de devenir directeur de Ransom, Bouverie & Co en 1870. Cette banque fusionnera avec quelques autres en 1896 pour devenir la Barclays Bank dont Kinnaird sera un des directeurs jusqu’à sa mort.

## Sa carrière dans le football
En tant que joueur, Kinnaird a détenu un remarquable record : il dispute neuf finales de Coupe d'Angleterre de football. Il remporte cette compétition à trois reprises avec le Wanderers Football Club puis à deux reprises avec Old Etonians Football Club.
Au cours de ces neuf finales, Kinnaird a joué à quasiment tous les postes, de gardien de but à attaquant. Il dispute par exemple la finale de 1877 dans les buts. À cette occasion il encaisse le premier but contre son camp significatif en retombant balle en main à l’intérieur de ses cages sur un tir lointain d’un joueur d’Oxford University. Le but a pendant longtemps été supprimé des fiches officielles de la Football Association. Il a fallu des recherches d’historiens du football dans les années 1980 pour que celui-ci soit enfin répertorié. Il semble en effet que Kinnaird ait usé de son influence (il était alors membre du conseil de la fédération) pour que son but contre son camp ne soit pas comptabilisé. 
Même s’il est né dans le quartier de Kensington à Londres, il est issu d’une vieille famille du Perthshire. Il a ainsi pu être sélectionné en équipe d'Écosse de football au cours du deuxième match international officiel en 1873.
Arthur Kinnaird commence à jouer au football à Cheam School. Il est capitaine de l’équipe de l’école à l’âge de 12 ans lors d’un match contre Harrow School. Il continue à jouer au football alors qu’il étudie à Eton. Il remporte alors la House Cup en 1861, mais n’est jamais sélectionné dans l’équipe du College. Il joue pour la première fois aux règles de l’association football au début de l’année 1866.
En 2020, Arthur Kinnaird est représenté dans la série Netflix The English Game comme un riche bourgeois, prétendant à la FA CUP et incarné par l'acteur Britannique Edward Holcroft.

## Palmarès
- Wanderers FC
  - Vainqueur de la Coupe d'Angleterre 1873, 1877 et 1878
- Old Etonians
  - Vainqueur de la Coupe d’Angleterre 1879 et 1882